# Jacobus Wemmers
Jacobus Wemmers (Anversa, 21 ottobre 1598 – Napoli, 21 agosto 1645) è stato un vescovo cattolico fiammingo.

## Biografia
Abbracciò la vita religiosa tra i carmelitani "calzati" ed emise la sua professione nel 1617.
Dopo la laurea in teologia, si trasferì a Roma ed entrò in contatto con il clero dell'ospizio di Santo Stefano degli Abissini, presso i quali studiò la lingua etiope. Pubblicò uno dei primi studi scientifici sulla lingua etiopica: Lexicon Aethiopicum (Roma, 1638).
Nel 1640 la Congregazione di Propaganda Fide lo nominò prefetto della missione d'Etiopia e, rientrato a Roma, nel 1645 fu eletto vescovo di Memfi in partibus e vicario apostolico della stessa missione.
Morì poco tempo dopo a Napoli, dove si trovava in attesa di imbarcarsi per l'Etiopia.

## Genealogia episcopale
La genealogia episcopale è:
- Cardinale Guillaume d'Estouteville, O.S.B.Clun.
- Papa Sisto IV
- Papa Giulio II
- Cardinale Raffaele Riario
- Papa Leone X
- Papa Paolo III
- Cardinale Francesco Pisani
- Cardinale Alfonso Gesualdo
- Papa Clemente VIII
- Cardinale Pietro Aldobrandini
- Cardinale Laudivio Zacchia
- Cardinale Antonio Barberini, O.F.M.Cap.
- Cardinale Gaspar de Borja y Velasco
- Cardinale Gil Carrillo de Albornoz
- Vescovo Jerónimo Domín Funes, O.Carm.
- Vescovo Jacobus Wemmers, O.Carm.